# Conotyla glomerata
Conotyla glomerata är en mångfotingart som först beskrevs av Harger 1872.  Conotyla glomerata ingår i släktet Conotyla och familjen Conotylidae. Inga underarter finns listade i Catalogue of Life.